# Margaretting
Margaretting – wieś w Anglii, w hrabstwie Essex, w dystrykcie Chelmsford. Leży 8 km na południowy zachód od miasta Chelmsford i 43 km na północny wschód od Londynu.